# Saisons amateurs du Quimper Kerfeunteun Football Club
 (janvier 2022).
- Si vous ne connaissez pas le sujet, laissez ce bandeau (vous pouvez alors contacter les auteurs).
- Si vous supprimez le contenu mis en cause (vous pouvez préalablement contacter les auteurs),

argumentez précisément cette suppression dans la page de discussion
(un manque de référence n'est pas un argument ; une recherche réelle de référence doit avoir été effectuée, être formellement documentée).
 (janvier 2022).
Si vous disposez d'ouvrages ou d'articles de référence ou si vous connaissez des sites web de qualité traitant du thème abordé ici, merci de compléter l'article en donnant les références utiles à sa vérifiabilité et en les liant à la section « Notes et références ».
 (janvier 2022).
La mise en forme du texte ne suit pas les recommandations de Wikipédia : il faut le « wikifier ».
Les points d'amélioration suivants sont les cas les plus fréquents. Le détail des points à revoir est peut-être précisé sur la page de discussion.
- Les titres sont pré-formatés par le logiciel. Ils ne sont ni en capitales, ni en gras.
- Le texte ne doit pas être écrit en capitales (les noms de famille non plus), ni en gras, ni en italique, ni en « petit »…
- Le gras n'est utilisé que pour surligner le titre de l'article dans l'introduction, une seule fois.
- L'italique est rarement utilisé : mots en langue étrangère, titres d'œuvres, noms de bateaux, etc.
- Les citations ne sont pas en italique mais en corps de texte normal. Elles sont entourées par des guillemets français : « et ».
- Les listes à puces sont à éviter, des paragraphes rédigés étant largement préférés. Les tableaux sont à réserver à la présentation de données structurées (résultats, etc.).
- Les appels de note de bas de page (petits chiffres en exposant, introduits par l'outil «  Source ») sont à placer entre la fin de phrase et le point final[comme ça].
- Les liens internes (vers d'autres articles de Wikipédia) sont à choisir avec parcimonie. Créez des liens vers des articles approfondissant le sujet. Les termes génériques sans rapport avec le sujet sont à éviter, ainsi que les répétitions de liens vers un même terme.
- Les liens externes sont à placer uniquement dans une section « Liens externes », à la fin de l'article. Ces liens sont à choisir avec parcimonie suivant les règles définies. Si un lien sert de source à l'article, son insertion dans le texte est à faire par les notes de bas de page.
- La présentation des références doit suivre les conventions bibliographiques. Il est recommandé d'utiliser les modèles {{Ouvrage}}, {{Chapitre}}, {{Article}}, {{Lien web}} et/ou {{Bibliographie}}. Le mode d'édition visuel peut mettre en forme automatiquement les références.
- Insérer une infobox (cadre d'informations à droite) n'est pas obligatoire pour parachever la mise en page.

Pour une aide détaillée, merci de consulter Aide:Wikification.
Si vous pensez que ces points ont été résolus, vous pouvez retirer ce bandeau et améliorer la mise en forme d'un autre article.
Cette page détaille les saisons du Quimper Kerfeunteun Football Club sous le statut amateur.
Le club a connu trois périodes d'amateurisme, de sa création en 1905 à 1939, de 1945 à 1970 et depuis 1997, où le club, si ce n'est lors de la saison 2003-2004 et de 2007 à 2011, joue au niveau régional.
| Saison  | Champ              | Cl | Pts | J  | G  | N | P  | Bp | Bc | Diff | Coupe de France | Coupe d'Europe | Autres compétitions | M. buteur | B | Entraîneur      | Aff |
|         |                    |    |     |    |    |   |    |    |    |      |                 |                |                     |           |   |                 |     |
| ------- | ------------------ | -- | --- | -- | -- | - | -- | -- | -- | ---- | --------------- | -------------- | ------------------- | --------- | - | --------------- | --- |
| 1943-44 | CFA Bretagne-Anjou | 6  | 18  | 18 | 7  | 4 | 7  | 28 | 31 | -3   | 5e tour         |                |                     |           |   |                 |     |
| 1944-45 | DH Ouest           |    |     |    |    |   |    |    |    |      | 5e tour         |                |                     |           |   |                 |     |
| 1945-46 | DH Ouest           |    |     |    |    |   |    |    |    |      |                 |                |                     |           |   |                 |     |
| 1946-47 | DH Ouest           | 2  | 32  | 22 | 15 | 2 | 5  | 55 | 31 | 24   | 3e tour         |                |                     |           |   |                 |     |
| 1947-48 | DH Ouest           | 5  | 24  | 22 | 12 | 0 | 10 | 47 | 39 | 8    | 16e de finale   |                |                     |           |   |                 |     |
| 1948-49 | DH Ouest           | 1  | 35  | 22 | 15 | 5 | 2  | 55 | 18 | 37   | 5e tour         |                |                     |           |   | Pierre Philippe |     |
| 1949-50 | CFA Ouest          | 6  | 23  | 24 | 8  | 7 | 9  | 33 | 33 | 0    | 32e de finale   |                |                     |           |   | Pierre Philippe |     |
| Saison  | Champ              | Cl | Pts | J  | G  | N | P  | Bp | Bc | Diff | Coupe de France | Coupe d'Europe | Autres compétitions | M. buteur | B | Entraîneur      | Aff |

Champ = championnat ; Cl = classement ; Pts = points ; J = joués ; G = gagnés ; N = nuls ; P = perdus ; Bp = buts pour ; Bc = buts contre ; Diff = différence de buts

C1 = Ligue des champions (depuis 1992, Coupe des clubs champions de 1955 à 1992) ; C2 = Coupe des coupes (de 1961 à 1999) ; C3 = Ligue Europa (depuis 2009, Coupe UEFA de 1971 à 2009, Coupe des villes de foires de 1955 à 1971) ; C4 = Ligue Conférence (depuis 2024, Ligue Europa Conférence de 2021 à 2024) ; CI = Coupe Intertoto (de 1995 à 2008)

M. buteur = meilleur buteur en championnat; B = buts marqués par le meilleur buteur en championnat; Aff = affluence moyenne en championnat
champion, vainqueur ou meilleur buteurvice-champion ou finalistepromubarrage de promotionreléguébarrage de relégation

## Années 1950

### Saison 1950-1951
La saison 1950-1951 du Stade quimpérois voit le club évoluer en CFA Ouest pour la seconde fois consécutive. Le club termine premier et se retrouve qualifiés pour la poule finale où le club terminera à la dernière place,.
En coupe de France, le club atteint de nouveau les 32e de finale, éliminée par AS Troyenne et savinienne, club de deuxième division.
| Rang | Équipe                | Pts | J  | G  | N | P  | Bp | Bc | Diff |
| ---- | --------------------- | --- | -- | -- | - | -- | -- | -- | ---- |
| 1    | Stade Quimpérois      | 34  | 22 | 15 | 4 | 3  | 45 | 15 | +30  |
| 2    | Chamois niortais FC   | 29  | 22 | 13 | 3 | 6  | 40 | 28 | +12  |
| 3    | AS Orléans            | 26  | 22 | 11 | 4 | 7  | 57 | 32 | +25  |
| 4    | Stade rennais FC      | 25  | 22 | 10 | 5 | 7  | 40 | 35 | +5   |
| 5    | US Saint-Malo         | 25  | 22 | 11 | 3 | 8  | 45 | 46 | -1   |
| 6    | Girondins de Bordeaux | 23  | 22 | 9  | 5 | 8  | 40 | 31 | +9   |
| 7    | LB Châteauroux        | 23  | 22 | 10 | 3 | 9  | 35 | 31 | +4   |
| 8    | Stade bordelais       | 21  | 22 | 8  | 5 | 9  | 34 | 40 | -6   |
| 9    | FC Lorient            | 20  | 22 | 7  | 6 | 9  | 45 | 59 | -14  |
| 10   | SO Chatellerault      | 18  | 22 | 6  | 6 | 10 | 39 | 47 | -8   |
| 11   | Limoges FC            | 11  | 22 | 2  | 7 | 13 | 23 | 47 | -24  |
| 12   | AS Angoulême          | 9   | 22 | 2  | 5 | 15 | 24 | 56 | -32  |

#### Poule finale du CFA
Lors de la poule finale, le club ne prend que 3 points, subissant notamment une défaite 8-0 à Sedan. L'équipe ne remporte aucun match, fait 3 matchs nuls et 3 défaites. Par conséquent, le club termine à la dernière place du groupe, remportée par l'Union athlétique Sedan-Torcy.
| Rang | Équipe                       | Pts | J | G | N | P | Bp | Bc | Diff |  | Résultats (▼ dom., ► ext.)   | UAST | SCD | ESP | SQ  |
| ---- | ---------------------------- | --- | - | - | - | - | -- | -- | ---- |  | ---------------------------- | ---- | --- | --- | --- |
| 1    | Union athlétique Sedan-Torcy | 9   | 6 | 3 | 3 | 0 | 16 | 4  | +12  |  | Union athlétique Sedan-Torcy |      |     |     | 8-0 |
| 2    | SC Draguignan                | 8   | 6 | 3 | 2 | 1 | 12 | 10 | +2   |  | SC Draguignan                |      |     |     | 2-1 |
| 3    | ES Piennes                   | 4   | 6 | 1 | 2 | 3 | 8  | 12 | -4   |  | ES Piennes                   |      |     |     | 1-1 |
| 4    | Stade Quimpérois             | 3   | 6 | 0 | 3 | 3 | 5  | 15 | -10  |  | Stade Quimpérois             | 1-1  | 1-1 | 1-2 |     |

### Saison 1951-1952
La saison 1951-1952 du Stade quimpérois voit le club évoluer en CFA Ouest pour la troisième fois consécutivement après une première place, la saison précédente,.
En coupe de France, le club atteint le sixième tour.
| Rang | Équipe                        | Pts | J  | G  | N | P  | Bp | Bc | Diff |
| ---- | ----------------------------- | --- | -- | -- | - | -- | -- | -- | ---- |
| 1    | Girondins de Bordeaux         | 37  | 22 | 17 | 3 | 2  | 60 | 15 | +45  |
| 2    | SO Cholet                     | 30  | 22 | 13 | 4 | 5  | 56 | 23 | +33  |
| 3    | La Berrichonne de Châteauroux | 29  | 22 | 10 | 9 | 3  | 37 | 19 | +18  |
| 4    | Stade Quimpérois              | 28  | 22 | 12 | 4 | 6  | 43 | 24 | +19  |
| 5    | Stade Pauillac-Macau          | 24  | 22 | 9  | 6 | 7  | 36 | 31 | +5   |
| 6    | Stade rennais                 | 24  | 22 | 9  | 6 | 7  | 38 | 36 | +2   |
| 7    | Arago Orléans                 | 21  | 22 | 8  | 5 | 9  | 34 | 33 | +1   |
| 8    | USM Montargis                 | 17  | 22 | 7  | 3 | 12 | 29 | 40 | -11  |
| 9    | AJ Rochechouart               | 17  | 22 | 7  | 3 | 12 | 32 | 49 | -17  |
| 10   | Chamois niortais              | 16  | 22 | 6  | 4 | 12 | 21 | 54 | -33  |
| 11   | US Saint-Malo                 | 14  | 22 | 5  | 4 | 13 | 31 | 54 | -23  |
| 12   | Stade bordelais               | 7   | 22 | 3  | 1 | 18 | 16 | 54 | -38  |

### Saison 1952-1953
La saison 1952-1953 du Stade quimpérois voit le club évoluer en CFA Ouest pour la quatrième saison consécutive,.
En coupe de France, le club atteint le cinquième tour.
| Rang | Équipe               | Pts | J  | G  | N | P  | Bp | Bc | Diff |
| ---- | -------------------- | --- | -- | -- | - | -- | -- | -- | ---- |
| 1    | SO Cholet            | 30  | 22 | 12 | 6 | 4  | 52 | 22 | +30  |
| 2    | FC Tours             | 29  | 22 | 10 | 9 | 3  | 34 | 23 | +11  |
| 3    | SM Caen              | 28  | 22 | 12 | 4 | 6  | 42 | 30 | +12  |
| 4    | AS Orléans           | 26  | 22 | 9  | 8 | 5  | 36 | 25 | +11  |
| 5    | VGA Saint-Maur       | 25  | 22 | 10 | 5 | 7  | 52 | 39 | +13  |
| 6    | AS Brestoise         | 25  | 22 | 9  | 7 | 6  | 35 | 31 | +4   |
| 7    | Stade Quimpérois     | 22  | 22 | 8  | 6 | 8  | 33 | 33 | 0    |
| 8    | CA Montreuil         | 22  | 22 | 9  | 4 | 9  | 31 | 32 | -1   |
| 9    | Stade rennais FC     | 20  | 22 | 6  | 8 | 8  | 36 | 33 | +3   |
| 10   | US Saint-Malo        | 19  | 22 | 8  | 3 | 11 | 33 | 41 | -8   |
| 11   | Cheminot Sport Paris | 10  | 22 | 3  | 4 | 15 | 26 | 61 | -35  |
| 12   | Chamois niortais FC  | 8   | 22 | 2  | 4 | 16 | 25 | 65 | -40  |

### Saison 1953-1954
La saison 1953-1954 du Stade quimpérois voit le club évoluer en CFA Ouest pour la cinquième fois consécutive,.
En coupe de France, le club atteint les 32e de finale, éliminée par le Stade rennais UC, club de deuxième division.
| Rang | Équipe           | Pts | J  | G  | N  | P  | Bp | Bc | Diff |
| ---- | ---------------- | --- | -- | -- | -- | -- | -- | -- | ---- |
| 1    | US Quevilly      | 32  | 22 | 14 | 4  | 4  | 73 | 19 | +54  |
| 2    | SO Cholet        | 30  | 22 | 13 | 4  | 5  | 62 | 36 | +26  |
| 3    | AS Orléans       | 28  | 22 | 12 | 4  | 6  | 52 | 33 | +19  |
| 4    | CEP Lorient      | 28  | 22 | 12 | 4  | 6  | 44 | 30 | +14  |
| 5    | AS Brestoise     | 25  | 22 | 10 | 5  | 7  | 46 | 32 | +14  |
| 6    | Stade rennais FC | 24  | 22 | 10 | 4  | 8  | 41 | 42 | -1   |
| 7    | Stade Quimpérois | 20  | 22 | 8  | 4  | 10 | 33 | 39 | -6   |
| 8    | VS Chartres      | 20  | 22 | 9  | 2  | 11 | 37 | 47 | -10  |
| 9    | SM Caen          | 18  | 22 | 4  | 10 | 8  | 19 | 31 | -12  |
| 10   | CS Alençon       | 14  | 22 | 4  | 6  | 12 | 23 | 62 | -39  |
| 11   | FC Tours         | 13  | 22 | 3  | 7  | 12 | 18 | 46 | -28  |
| 12   | SO Chatellerault | 12  | 22 | 5  | 2  | 15 | 23 | 53 | -30  |

### Saison 1954-1955
La saison 1954-1955 du Stade quimpérois voit le club évoluer en CFA Ouest pour la sixième fois consécutive,.
En coupe de France, le club atteint le sixième tour.
| Rang | Équipe           | Pts | J  | G  | N | P  | Bp | Bc | Diff |
| ---- | ---------------- | --- | -- | -- | - | -- | -- | -- | ---- |
| 1    | US Quevilly      | 36  | 22 | 17 | 2 | 3  | 57 | 26 | +31  |
| 2    | RC Paris         | 32  | 22 | 15 | 2 | 5  | 51 | 28 | +23  |
| 3    | SPN Vernon       | 28  | 22 | 12 | 4 | 6  | 46 | 26 | +20  |
| 4    | Stade Quimpérois | 25  | 22 | 10 | 5 | 7  | 36 | 27 | +9   |
| 5    | Arago Orléans    | 23  | 22 | 9  | 5 | 8  | 30 | 31 | -1   |
| 6    | SM Caen          | 23  | 22 | 10 | 3 | 9  | 30 | 36 | -6   |
| 7    | FC Nantes        | 20  | 22 | 6  | 8 | 8  | 34 | 32 | +2   |
| 8    | SO Cholet        | 19  | 22 | 8  | 3 | 11 | 36 | 40 | -4   |
| 9    | AS Brestoise     | 18  | 22 | 6  | 6 | 10 | 33 | 38 | -5   |
| 10   | CEP Lorient      | 16  | 22 | 6  | 4 | 12 | 32 | 37 | -5   |
| 11   | Stade rennais    | 16  | 22 | 6  | 4 | 12 | 24 | 45 | -21  |
| 12   | VS Chartres      | 8   | 22 | 2  | 4 | 16 | 27 | 70 | -43  |

### Saison 1955-1956
La saison 1955-1956 du Stade quimpérois voit le club évoluer en CFA Ouest pour la septième fois consécutive. Le club est relégué pour la première fois en DH Ouest,.
En coupe de France, le club atteint de nouveau le sixième tour.
| Rang | Équipe                   | Pts | J  | G  | N | P  | Bp | Bc | Diff |
| ---- | ------------------------ | --- | -- | -- | - | -- | -- | -- | ---- |
| 1    | US Quevilly              | 36  | 24 | 14 | 8 | 2  | 62 | 28 | +34  |
| 2    | SO Cholet                | 33  | 24 | 14 | 5 | 5  | 43 | 29 | +14  |
| 3    | AS Brestoise             | 32  | 24 | 14 | 4 | 6  | 42 | 24 | +18  |
| 4    | SM Caen                  | 29  | 24 | 10 | 9 | 5  | 44 | 32 | +12  |
| 5    | FC Nantes                | 25  | 24 | 10 | 5 | 9  | 39 | 38 | +1   |
| 6    | SPN Vernon               | 24  | 24 | 8  | 8 | 8  | 41 | 36 | +5   |
| 7    | LB Châteauroux           | 24  | 24 | 10 | 4 | 10 | 40 | 36 | +4   |
| 8    | SC Saint-Nazaire         | 20  | 24 | 8  | 4 | 12 | 36 | 37 | -1   |
| 9    | AAJ Blois                | 20  | 24 | 7  | 6 | 11 | 32 | 46 | -14  |
| 10   | AS Cherbourg             | 20  | 24 | 9  | 2 | 13 | 42 | 60 | -18  |
| 11   | Stade Quimpérois         | 19  | 24 | 7  | 5 | 12 | 29 | 40 | -11  |
| 12   | AS Orléans               | 18  | 24 | 7  | 4 | 13 | 31 | 41 | -10  |
| 13   | SC Chasseneuil-du-Poitou | 12  | 24 | 4  | 4 | 16 | 29 | 63 | -34  |

### Saison 1956-1957
La saison 1956-1957 du Stade quimpérois voit le club évoluer en DH Ouest pour la première fois depuis 1949,.
En coupe de France, le club atteint le quatrième tour.
| Rang | Équipe             | Pts | J  | G  | N  | P  | Bp | Bc | Diff |
| ---- | ------------------ | --- | -- | -- | -- | -- | -- | -- | ---- |
| 1    | FC Lorient         | 35  | 24 | 17 | 1  | 6  | 41 | 30 | +11  |
| 2    | CEP Lorient        | 28  | 24 | 9  | 10 | 5  | 34 | 32 | +2   |
| 3    | Olympique Saumur   | 27  | 24 | 13 | 1  | 10 | 51 | 34 | +17  |
| 4    | US Le Mans         | 27  | 24 | 12 | 3  | 9  | 47 | 34 | +13  |
| 5    | Stade quimpérois R | 26  | 24 | 12 | 2  | 10 | 51 | 40 | +11  |
| 6    | Stade Briochin     | 25  | 24 | 10 | 5  | 9  | 57 | 48 | +9   |
| 7    | US Véloce Vannes   | 24  | 24 | 11 | 2  | 11 | 50 | 43 | +7   |
| 8    | Stade rennais rés. | 24  | 24 | 8  | 8  | 8  | 31 | 33 | -2   |
| ...  |                    |     |    |    |    |    |    |    |      |

- Promu en CFA
- Relégué en DRH Ouest
- P : Promu de DRH Ouest
- R : Relégué de CFA

### Saison 1957-1958
La saison 1957-1958 du Stade quimpérois voit le club évoluer en DH Ouest pour la deuxième fois consécutive,.
En coupe de France, le club atteint les 32e de finale, éliminé par le RC Paris, club de première division.
| Rang | Équipe                      | Pts | J  | G  | N | P | Bp | Bc | Diff |
| ---- | --------------------------- | --- | -- | -- | - | - | -- | -- | ---- |
| 1    | Voltigeurs de Châteaubriant | 35  | 26 | 14 | 7 | 5 | 49 | 19 | +30  |
| 2    | Stade brestois              | 34  | 26 | 14 | 6 | 6 | 43 | 30 | +13  |
| 3    | Stade quimpérois            | 32  | 26 | 15 | 2 | 9 | 41 | 27 | +14  |
| 4    | CEP Lorient                 | 31  | 26 | 12 | 7 | 7 | 28 | 26 | +2   |
| 5    | Stade Briochin              | 30  | 26 | 13 | 4 | 9 | 49 | 31 | +18  |
| 6    | US Saint-Malo               | 29  | 26 | 11 | 7 | 8 | 35 | 27 | +8   |
| ...  |                             |     |    |    |   |   |    |    |      |

- Promu en CFA
- Relégué en DRH Ouest
- P : Promu de DRH Ouest
- R : Relégué de CFA

### Saison 1958-1959
La saison 1958-1959 du Stade quimpérois voit le club évoluer en DH Ouest pour la troisième fois consécutive,.
En coupe de France, le club atteint le cinquième tour.
| Rang | Équipe                       | Pts | J  | G | N  | P  | Bp | Bc | Diff |
| ---- | ---------------------------- | --- | -- | - | -- | -- | -- | -- | ---- |
| ...  |                              |     |    |   |    |    |    |    |      |
| 8    | Angers SCO                   | 22  | 22 | 6 | 10 | 6  | 31 | 21 | +10  |
| 9    | DC Carhaix                   | 20  | 22 | 7 | 6  | 9  | 29 | 39 | -10  |
| 10   | CEP Lorient                  | 17  | 22 | 6 | 5  | 11 | 33 | 46 | -13  |
| 11   | Stade quimpérois             | 12  | 22 | 3 | 6  | 13 | 28 | 41 | -13  |
| 12   | Voltigueurs de Châteaubriant | 9   | 22 | 3 | 3  | 16 | 25 | 62 | -37  |

- Promu en DH Ouest
- Relégué en DSR Ouest
- P : Promu de DSR Ouest
- R : Relégué de DH Ouest

### Saison 1959-1960
La saison 1959-1960 du Stade quimpérois voit le club évoluer en DRH Ouest.
En coupe de France, le club est éliminé au cinquième tour.
| Rang | Équipe             | Pts | J  | G  | N | P | Bp | Bc | Diff |
| ---- | ------------------ | --- | -- | -- | - | - | -- | -- | ---- |
| 1    | Stade quimpérois R | 37  | 20 | 18 | 1 | 1 | 0  | 0  | 0    |
| 2    | Stade Lesnevien    | 28  | 21 | 12 | 4 | 5 | 0  | 0  | 0    |
| 3    | Stade Morlaisien   | 25  | 21 | 10 | 5 | 6 | 0  | 0  | 0    |
| 4    | CS Penmarch        | 22  | 20 | 10 | 2 | 8 | 0  | 0  | 0    |
| 5    | US Pont l'Abbé     | 22  | 20 | 10 | 2 | 8 | 0  | 0  | 0    |
| ...  |                    |     |    |    |   |   |    |    |      |

- Promu en DH Ouest
- Relégué en PH Ouest
- P : Promu de PH Ouest
- R : Relégué de DH Ouest

## Années 1960

### Saison 1960-1961
La saison 1960-1961 du Stade quimpérois voit le club évoluer en DH Ouest,.
En coupe de France, le club atteint le troisième tour.
| Rang | Équipe                       | Pts | J  | G | N | P  | Bp | Bc | Diff |
| ---- | ---------------------------- | --- | -- | - | - | -- | -- | -- | ---- |
| ...  |                              |     |    |   |   |    |    |    |      |
| 6    | Stade lavallois              | 24  | 22 | 8 | 8 | 6  | 19 | 18 | +1   |
| 7    | FC Vannes                    | 22  | 22 | 9 | 4 | 9  | 35 | 26 | +9   |
| 8    | FC Lorient                   | 20  | 22 | 8 | 4 | 10 | 38 | 29 | +9   |
| 9    | Stade quimpérois             | 20  | 22 | 9 | 2 | 11 | 27 | 31 | -4   |
| 10   | Voltigueurs de Châteaubriant | 18  | 22 | 6 | 6 | 10 | 26 | 44 | -18  |
| 11   | CEP Lorient                  | 13  | 22 | 4 | 5 | 13 | 22 | 34 | -12  |
| 12   | DC Carhaix                   | 11  | 22 | 3 | 5 | 14 | 27 | 67 | -40  |

- Promu en DH Ouest
- Relégué en DSR Ouest
- P : Promu de DSR Ouest
- R : Relégué de DH Ouest

### Saison 1961-1962
La saison 1961-1962 du Stade quimpérois voit le club évoluer en DH Ouest pour la seconde fois consécutive,.
En coupe de France, le club atteint le cinquième tour.
| Rang | Équipe           | Pts | J  | G  | N | P | Bp | Bc | Diff |
| ---- | ---------------- | --- | -- | -- | - | - | -- | -- | ---- |
| 1    | Stade quimpérois | 36  | 24 | 16 | 4 | 4 | 52 | 29 | +23  |
| 2    | Olympique Saumur | 29  | 24 | 11 | 7 | 6 | 34 | 32 | +2   |
| 3    | UCK Vannes       | 29  | 24 | 12 | 5 | 7 | 43 | 39 | +4   |
| 4    | Angers SCO       | 28  | 24 | 10 | 8 | 6 | 39 | 28 | +11  |
| 5    | SO Cholet        | 28  | 24 | 11 | 6 | 7 | 29 | 23 | +6   |
| ...  |                  |     |    |    |   |   |    |    |      |

- Promu en CFA
- Relégué en DRH Ouest
- P : Promu de DRH Ouest
- R : Relégué de CFA

### Saison 1962-1963
La saison 1962-1963 du Stade quimpérois voit le club évoluer en CFA Ouest pour la première fois depuis 1956,.
En coupe de France, le club atteint le sixième tour.
| Rang | Équipe                | Pts | J  | G  | N  | P  | Bp | Bc | Diff |
| ---- | --------------------- | --- | -- | -- | -- | -- | -- | -- | ---- |
| 1    | AS Brestoise          | 35  | 24 | 14 | 7  | 3  | 39 | 17 | +22  |
| 2    | CS Fontainebleau      | 33  | 24 | 14 | 5  | 5  | 43 | 30 | +13  |
| 3    | CA Montreuil          | 29  | 24 | 11 | 7  | 6  | 33 | 18 | +15  |
| 4    | Stade rennais FC      | 27  | 24 | 11 | 5  | 8  | 40 | 28 | +12  |
| 5    | LB Châteauroux        | 25  | 24 | 10 | 5  | 9  | 39 | 25 | +14  |
| 6    | AS Orléans            | 24  | 24 | 8  | 8  | 8  | 25 | 33 | -8   |
| 7    | Stade saint-germanois | 22  | 24 | 9  | 4  | 11 | 29 | 36 | -7   |
| 8    | US Le Mans            | 22  | 24 | 8  | 6  | 10 | 32 | 40 | -8   |
| 9    | Stade Quimpérois      | 21  | 24 | 8  | 5  | 11 | 29 | 37 | -8   |
| 10   | AAJ Blois             | 21  | 24 | 7  | 7  | 10 | 21 | 30 | -9   |
| 11   | US Vendôme            | 20  | 24 | 5  | 10 | 9  | 32 | 36 | -4   |
| 12   | Stade brestois        | 17  | 24 | 5  | 7  | 12 | 22 | 40 | -18  |
| 13   | US Créteil            | 16  | 24 | 4  | 8  | 12 | 24 | 38 | -14  |

### Saison 1963-1964
La saison 1963-1964 du Stade quimpérois voit le club évoluer en CFA Ouest pour la seconde fois consécutive,.
En coupe de France, le club atteint le sixième tour.
| Rang | Équipe                | Pts | J  | G  | N | P  | Bp | Bc | GA    |
| ---- | --------------------- | --- | -- | -- | - | -- | -- | -- | ----- |
| 1    | La Berrichonne        | 37  | 22 | 17 | 3 | 2  | 48 | 16 | 3,000 |
| 2    | Stade Quimpérois      | 27  | 22 | 11 | 5 | 6  | 39 | 26 | 1,500 |
| 3    | AS Brestoise          | 27  | 22 | 10 | 7 | 5  | 32 | 22 | 1,455 |
| 4    | FC Nantes             | 26  | 22 | 10 | 6 | 6  | 36 | 25 | 1,440 |
| 5    | AAJ Blois             | 26  | 22 | 11 | 4 | 7  | 33 | 24 | 1,375 |
| 6    | Stade saint-germanois | 21  | 22 | 9  | 3 | 10 | 19 | 20 | 0,950 |
| 7    | Arago Orléans         | 21  | 22 | 7  | 7 | 8  | 30 | 28 | 1,071 |
| 8    | Stade rennais UC      | 21  | 22 | 9  | 3 | 10 | 30 | 34 | 0,882 |
| 9    | AC Amboise            | 19  | 22 | 7  | 5 | 10 | 31 | 47 | 0,660 |
| 10   | SC Challans           | 19  | 22 | 7  | 5 | 10 | 32 | 36 | 0,889 |
| 11   | US du Mans            | 16  | 22 | 6  | 4 | 12 | 26 | 39 | 0,667 |
| 12   | CA Paris              | 4   | 22 | 0  | 4 | 18 | 10 | 49 | 0,204 |

### Saison 1964-1965
La saison 1964-1965 du Stade quimpérois voit le club évoluer en CFA Ouest pour la seconde fois consécutive,.
En coupe de France, le club atteint les 32e de finale, éliminé par l'US Le Mans, jouant dans une division inférieure aux quimpérois.
| Rang | Équipe           | Pts | J  | G  | N  | P  | Bp | Bc | GA    |
| ---- | ---------------- | --- | -- | -- | -- | -- | -- | -- | ----- |
| 1    | Stade lavallois  | 36  | 24 | 14 | 8  | 2  | 49 | 25 | 1,960 |
| 2    | US Quevilly      | 27  | 24 | 11 | 5  | 8  | 45 | 34 | 1,324 |
| 3    | AAJ Blois        | 27  | 24 | 9  | 9  | 6  | 34 | 34 | 1,000 |
| 4    | FC Rouen         | 26  | 24 | 12 | 2  | 10 | 55 | 35 | 1,571 |
| 5    | AS Brestoise     | 26  | 24 | 6  | 14 | 4  | 28 | 27 | 1,037 |
| 6    | La Berrichonne   | 25  | 24 | 8  | 9  | 7  | 32 | 31 | 1,032 |
| 7    | Évreux AC        | 25  | 24 | 9  | 7  | 8  | 40 | 42 | 0,952 |
| 8    | Stade Quimpérois | 24  | 24 | 10 | 4  | 10 | 30 | 29 | 1,034 |
| 9    | AS Orléanais     | 24  | 24 | 8  | 8  | 8  | 29 | 27 | 1,074 |
| 10   | Stade rennais UC | 22  | 24 | 7  | 8  | 9  | 33 | 40 | 0,825 |
| 11   | AC Amboise       | 17  | 24 | 6  | 5  | 13 | 18 | 52 | 0,346 |
| 12   | FC Nantes        | 17  | 24 | 7  | 3  | 14 | 34 | 33 | 1,030 |
| 13   | SM caennais      | 16  | 24 | 4  | 8  | 12 | 32 | 50 | 0,640 |

### Saison 1965-1966
La saison 1965-1966 du Stade quimpérois voit le club évoluer en CFA Ouest pour la seconde fois consécutive,.
En coupe de France, le club atteint le sixième tour.
| Rang | Équipe                | Pts | J  | G  | N  | P  | Bp | Bc | Diff |
| ---- | --------------------- | --- | -- | -- | -- | -- | -- | -- | ---- |
| 1    | US Quevilly           | 37  | 22 | 17 | 3  | 2  | 67 | 18 | +49  |
| 2    | Stade lavallois       | 28  | 22 | 12 | 4  | 6  | 38 | 24 | +14  |
| 3    | CA Montreuil          | 26  | 22 | 9  | 8  | 5  | 39 | 28 | +11  |
| 4    | Stade rennais FC      | 25  | 22 | 11 | 3  | 8  | 46 | 38 | +8   |
| 5    | US Le Mans            | 24  | 22 | 9  | 6  | 7  | 40 | 37 | +3   |
| 6    | AS Brestoise          | 22  | 22 | 5  | 12 | 5  | 26 | 29 | -3   |
| 7    | Stade Quimpérois      | 21  | 22 | 8  | 5  | 9  | 36 | 30 | +6   |
| 8    | FC Rouen              | 20  | 22 | 7  | 6  | 9  | 26 | 25 | +1   |
| 9    | Évreux AC             | 19  | 22 | 6  | 7  | 9  | 25 | 38 | -13  |
| 10   | Stade saint-germanois | 18  | 22 | 6  | 6  | 10 | 24 | 32 | -8   |
| 11   | Le Havre AC           | 17  | 22 | 6  | 5  | 11 | 23 | 38 | -15  |
| 12   | UST Equeurdreville    | 7   | 22 | 2  | 3  | 17 | 20 | 73 | -53  |

### Saison 1966-1967
La saison 1966-1967 du Stade quimpérois voit le club évoluer en CFA Ouest,.
En coupe de France, le club atteint le quatrième tour.
| Rang | Équipe           | Pts | J  | G  | N | P  | Bp | Bc | Diff |
| ---- | ---------------- | --- | -- | -- | - | -- | -- | -- | ---- |
| 1    | US Quevilly      | 35  | 22 | 14 | 7 | 1  | 45 | 14 | +31  |
| 2    | USM Malakoff     | 29  | 22 | 12 | 5 | 5  | 41 | 31 | +10  |
| 3    | Stade brestois   | 27  | 22 | 12 | 3 | 7  | 42 | 33 | +9   |
| 4    | Stade rennais FC | 25  | 22 | 10 | 5 | 7  | 35 | 28 | +7   |
| 5    | SM Caen          | 24  | 22 | 9  | 6 | 7  | 33 | 25 | +8   |
| 6    | Stade lavallois  | 24  | 22 | 10 | 4 | 8  | 31 | 30 | +1   |
| 7    | Stade Quimpérois | 21  | 22 | 8  | 5 | 9  | 46 | 40 | +6   |
| 8    | US Le Mans       | 20  | 22 | 7  | 6 | 9  | 33 | 38 | -5   |
| 9    | Évreux AC        | 18  | 22 | 8  | 2 | 12 | 32 | 42 | -10  |
| 10   | AS Brest         | 16  | 22 | 7  | 2 | 13 | 25 | 36 | -11  |
| 11   | FC Tours         | 14  | 22 | 4  | 6 | 12 | 19 | 44 | -25  |
| 12   | FC Rouen         | 11  | 22 | 3  | 5 | 14 | 10 | 31 | -21  |

### Saison 1967-1968
La saison 1967-1968 du Stade quimpérois voit le club évoluer en CFA Ouest,.
En coupe de France, le club atteint le quatrième tour.
| Rang | Équipe                | Pts | J  | G  | N  | P  | Bp | Bc | Diff |
| ---- | --------------------- | --- | -- | -- | -- | -- | -- | -- | ---- |
| 1    | Entente BFN           | 49  | 30 | 22 | 5  | 3  | 59 | 23 | +36  |
| 2    | US Quevilly           | 46  | 30 | 22 | 2  | 6  | 71 | 28 | +43  |
| 3    | Stade brestois        | 40  | 30 | 16 | 8  | 6  | 57 | 36 | +21  |
| 4    | SM Caen               | 37  | 30 | 15 | 7  | 8  | 40 | 35 | +5   |
| 5    | FC Bourges            | 34  | 30 | 14 | 6  | 10 | 44 | 34 | +10  |
| 6    | LB Châteauroux        | 32  | 30 | 12 | 8  | 10 | 39 | 30 | +9   |
| 7    | Stade Quimpérois      | 30  | 30 | 12 | 6  | 12 | 53 | 47 | +6   |
| 8    | Stade saint-germanois | 30  | 30 | 11 | 8  | 11 | 30 | 26 | +4   |
| 9    | Angers SCO            | 28  | 30 | 9  | 10 | 11 | 48 | 46 | +2   |
| 10   | AAJ Blois             | 28  | 30 | 10 | 8  | 12 | 33 | 42 | -9   |
| 11   | Stade lavallois       | 28  | 30 | 9  | 10 | 11 | 36 | 46 | -10  |
| 12   | US Le Mans            | 27  | 30 | 11 | 5  | 14 | 39 | 48 | -9   |
| 13   | Évreux AC             | 22  | 30 | 7  | 8  | 15 | 36 | 50 | -14  |
| 14   | Stade rennais FC      | 20  | 30 | 6  | 8  | 16 | 29 | 50 | -21  |
| 15   | SC Challans           | 17  | 30 | 6  | 5  | 19 | 35 | 65 | -30  |
| 16   | AS Cherbourg          | 12  | 30 | 2  | 8  | 20 | 26 | 68 | -42  |

### Saison 1968-1969
La saison 1968-1969 du Stade quimpérois voit le club évoluer en CFA Ouest,.
En coupe de France, le club atteint le cinquième tour.
| Rang | Équipe              | Pts | J  | G  | N  | P  | Bp | Bc | Diff |
| ---- | ------------------- | --- | -- | -- | -- | -- | -- | -- | ---- |
| 1    | Stade lavallois     | 37  | 26 | 16 | 5  | 5  | 65 | 30 | +35  |
| 2    | Stade Quimpérois    | 34  | 26 | 15 | 4  | 7  | 53 | 29 | +24  |
| 3    | Stade brestois      | 34  | 26 | 13 | 8  | 5  | 48 | 24 | +24  |
| 4    | FC Bourges          | 34  | 26 | 13 | 8  | 5  | 45 | 30 | +15  |
| 5    | AAJ Blois           | 34  | 26 | 14 | 6  | 6  | 38 | 26 | +12  |
| 6    | LB Châteauroux      | 29  | 26 | 11 | 7  | 8  | 42 | 35 | +7   |
| 7    | US Le Mans          | 26  | 26 | 11 | 4  | 11 | 32 | 32 | 0    |
| 8    | Saint-Brieuc        | 25  | 26 | 10 | 5  | 11 | 34 | 44 | -10  |
| 9    | Poitiers PEPP       | 23  | 26 | 7  | 9  | 10 | 30 | 38 | -8   |
| 10   | SO Cholet           | 22  | 26 | 8  | 6  | 12 | 33 | 38 | -5   |
| 11   | SO Chatellerault    | 22  | 26 | 6  | 10 | 10 | 33 | 48 | -15  |
| 12   | Angers SCO          | 18  | 26 | 6  | 6  | 14 | 27 | 47 | -20  |
| 13   | FC Tours            | 14  | 26 | 3  | 8  | 15 | 18 | 53 | -35  |
| 14   | Chamois niortais FC | 12  | 26 | 4  | 4  | 18 | 34 | 58 | -24  |

### Saison 1969-1970
La saison 1969-1970 du Stade quimpérois voit le club évoluer en CFA Ouest,.
En coupe de France, le club atteint le sixième tour.
| Rang | Équipe           | Pts | J  | G  | N  | P  | Bp | Bc | Diff |
| ---- | ---------------- | --- | -- | -- | -- | -- | -- | -- | ---- |
| 1    | AAJ Blois        | 47  | 30 | 21 | 5  | 4  | 62 | 29 | +33  |
| 2    | LB Châteauroux   | 42  | 30 | 16 | 10 | 4  | 57 | 25 | +32  |
| 3    | Stade brestois   | 38  | 30 | 16 | 6  | 8  | 57 | 34 | +23  |
| 4    | Stade lavallois  | 37  | 30 | 15 | 7  | 8  | 43 | 35 | +8   |
| 5    | US Granville     | 36  | 30 | 12 | 12 | 6  | 39 | 32 | +7   |
| 6    | Stade Quimpérois | 35  | 30 | 11 | 13 | 6  | 33 | 24 | +9   |
| 7    | SM Caen          | 33  | 30 | 12 | 9  | 9  | 45 | 43 | +2   |
| 8    | Poitiers PEPP    | 32  | 30 | 9  | 14 | 7  | 41 | 33 | +8   |
| 9    | SC Challans      | 27  | 30 | 9  | 9  | 12 | 47 | 43 | +4   |
| 10   | US Le Mans       | 26  | 30 | 7  | 12 | 11 | 35 | 46 | -11  |
| 11   | FC Bourges       | 25  | 30 | 7  | 11 | 12 | 34 | 40 | -6   |
| 12   | Saint-Brieuc     | 23  | 30 | 8  | 7  | 15 | 36 | 54 | -18  |
| 13   | SO Cholet        | 23  | 30 | 5  | 13 | 12 | 33 | 48 | -15  |
| 14   | UES Montmorillon | 20  | 30 | 8  | 4  | 18 | 40 | 66 | -26  |
| 15   | Amicale de Lucé  | 19  | 30 | 4  | 11 | 15 | 36 | 68 | -32  |
| 16   | US Concarneau    | 17  | 30 | 4  | 9  | 17 | 32 | 50 | -18  |

## Période depuis 1997

### Saison 2008-2009
La saison 2008-2009 du Quimper CFC voit le club évoluer en CFA après avoir été promu de CFA 2. Il s'agit de la première saison du club en CFA, hors l'ancienne formule de la CFA, de 1935 à 1971.
En coupe de France, le club atteint le huitième tour, éliminé par les Chamois niortais jouant en National aux tirs au but.
| Rang | Équipe                   | Pts | J  | G  | N  | P  | Bp | Bc | Diff |
| ---- | ------------------------ | --- | -- | -- | -- | -- | -- | -- | ---- |
| 1    | FC Rouen                 | 96  | 34 | 18 | 11 | 5  | 56 | 27 | +29  |
| 2    | Stade plabennecois       | 94  | 34 | 16 | 12 | 6  | 41 | 31 | +10  |
| 3    | US Quevillaise           | 91  | 34 | 15 | 12 | 7  | 53 | 31 | +22  |
| 4    | US Orléans               | 89  | 34 | 15 | 11 | 8  | 48 | 35 | +13  |
| 5    | Villemomble Sports R     | 85  | 34 | 14 | 9  | 11 | 31 | 29 | +2   |
| 6    | La Vitréenne FC          | 83  | 34 | 12 | 13 | 9  | 36 | 28 | +8   |
| 7    | Stade rennais FC rés.    | 81  | 34 | 13 | 8  | 13 | 40 | 39 | +1   |
| 8    | RC France                | 80  | 34 | 12 | 10 | 12 | 36 | 34 | +2   |
| 9    | ES Viry-Châtillon P      | 78  | 34 | 11 | 11 | 12 | 43 | 49 | -6   |
| 10   | SM Caen rés.             | 78  | 34 | 11 | 11 | 12 | 41 | 43 | -2   |
| 11   | Paris Saint-Germain rés. | 77  | 34 | 12 | 7  | 15 | 38 | 44 | -6   |
| 12   | UJAM Alfortville P       | 74  | 34 | 10 | 10 | 14 | 40 | 43 | -3   |
| 13   | Red Star FC              | 73  | 34 | 10 | 9  | 15 | 28 | 36 | -8   |
| 14   | Quimper CFC P            | 73  | 34 | 9  | 12 | 13 | 28 | 41 | -13  |
| 15   | Le Havre AC rés.         | 73  | 34 | 8  | 15 | 11 | 39 | 43 | -4   |
| 16   | GSI Pontivy P            | 72  | 34 | 9  | 11 | 14 | 31 | 45 | -14  |
| 17   | EA Guingamp rés.         | 71  | 34 | 9  | 10 | 15 | 35 | 41 | -6   |
| 18   | AS Vitré                 | 62  | 34 | 6  | 10 | 18 | 25 | 50 | -25  |

- Promu en National
- Relégué en CFA 2
- P : Promu de CFA 2
- R : Relégué de National

| Tour    | Adversaire                  | Résultat      |
| ------- | --------------------------- | ------------- |
| 7e Tour | US Saint-Malo (CFA 2)       | 1-1 (4-2 tab) |
| 8e Tour | Chamois niortais (National) | 0-0 (1-4 tab) |

### Saison 2009-2010
La saison 2009-2010 du Quimper CFC voit le club évoluer en CFA pour la seconde fois consécutive.
En coupe de France, le club atteint le septième tour, éliminé par l'Excelsior Saint-Joseph jouant en Division d'Honneur de la Réunion.
| Rang | Équipe                | Pts | J  | G  | N  | P  | Bp | Bc | Diff |
| ---- | --------------------- | --- | -- | -- | -- | -- | -- | -- | ---- |
| 1    | US Orléans            | 103 | 34 | 19 | 12 | 3  | 43 | 21 | +22  |
| 2    | La Vitréenne FC       | 95  | 34 | 17 | 10 | 7  | 49 | 33 | +16  |
| 3    | Le Havre AC rés.      | 93  | 34 | 15 | 14 | 5  | 59 | 39 | +20  |
| 4    | AS Cherbourg R        | 93  | 34 | 17 | 8  | 9  | 45 | 33 | +12  |
| 5    | US Quevillaise        | 82  | 34 | 13 | 9  | 12 | 52 | 46 | +6   |
| 6    | ES Viry-Châtillon     | 81  | 34 | 13 | 8  | 13 | 50 | 58 | -8   |
| 7    | RCF Levallois         | 81  | 34 | 13 | 11 | 10 | 46 | 36 | +10  |
| 8    | SO Romorantinais      | 81  | 34 | 12 | 11 | 11 | 59 | 57 | +2   |
| 9    | US Ivry P             | 80  | 34 | 12 | 10 | 12 | 40 | 37 | +3   |
| 10   | AJ Auxerroise rés.    | 79  | 34 | 12 | 9  | 13 | 47 | 41 | +6   |
| 11   | US Sénart-Moissy      | 79  | 34 | 11 | 12 | 11 | 49 | 47 | +2   |
| 12   | USJA Carquefou P      | 79  | 34 | 12 | 9  | 13 | 37 | 42 | -5   |
| 13   | Stade rennais FC rés. | 76  | 34 | 11 | 9  | 14 | 33 | 41 | -8   |
| 14   | US Avranches P        | 73  | 34 | 10 | 9  | 15 | 34 | 44 | -10  |
| 15   | SM Caen rés.          | 72  | 34 | 9  | 12 | 13 | 46 | 45 | +1   |
| 16   | FC Mantois P          | 71  | 34 | 10 | 7  | 17 | 35 | 49 | -14  |
| 17   | Quimper CFC           | 59  | 34 | 5  | 10 | 19 | 23 | 57 | -34  |
| 18   | GSI Pontivy           | 59  | 34 | 5  | 10 | 19 | 36 | 57 | -21  |

- Promu en National
- Relégué en CFA 2
- P : Promu de CFA 2
- R : Relégué de National

| Tour    | Adversaire                             | Résultat |
| ------- | -------------------------------------- | -------- |
| 4e Tour | Morlaix                                | 2-1      |
| 5e Tour | Plouzané                               | 3-0      |
| 6e Tour | Landivisiau                            | 2-0      |
| 7e Tour | Excelsior Saint-Joseph (DH La Réunion) | 1-0      |

### Autres références
1. ↑  « CHAMPIONNAT DE FRANCE AMATEUR - 1950-1951 » (consulté le 18 mars 2022)
2. ↑  « Football - Résultats de CFA Ouest Saison 1951 » (consulté le 5 avril 2022)
3. ↑  « CHAMPIONNAT DE FRANCE AMATEUR - 1951-1952 » (consulté le 18 mars 2022)
4. ↑  « Football - Résultats de CFA Ouest Saison 1952 » (consulté le 5 avril 2022)
5. ↑  « CHAMPIONNAT DE FRANCE AMATEUR - 1952-1953 » (consulté le 18 mars 2022)
6. ↑  « Football - Résultats de CFA Ouest Saison 1953 » (consulté le 5 avril 2022)
7. ↑  « CHAMPIONNAT DE FRANCE AMATEUR - 1953-1954 » (consulté le 18 mars 2022)
8. ↑  « Football - Résultats de CFA Ouest Saison 1954 » (consulté le 5 avril 2022)
9. ↑  « CHAMPIONNAT DE FRANCE AMATEUR - 1954-1955 » (consulté le 18 mars 2022)
10. ↑  « Football - Résultats de CFA Ouest Saison 1955 » (consulté le 5 avril 2022)
11. ↑  « CHAMPIONNAT DE FRANCE AMATEUR - 1955-1956 » (consulté le 18 mars 2022)
12. ↑  « Football - Résultats de CFA Ouest Saison 1956 » (consulté le 5 avril 2022)
13. ↑  « 1957 LOFA » (consulté le 18 mars 2022)
14. ↑  « Football - Résultats de DH Ouest Saison 1957 » (consulté le 5 avril 2022)
15. ↑  « 1958 LOFA » (consulté le 18 mars 2022)
16. ↑  « Football - Résultats de DH Ouest Saison 1958 » (consulté le 5 avril 2022)
17. ↑  « 1959 LOFA » (consulté le 18 mars 2022)
18. ↑  « Football - Résultats de DH Ouest Saison 1959 » (consulté le 5 avril 2022)
19. ↑  « 1960 LOFA » (consulté le 18 mars 2022)
20. ↑  « 1961 LOFA » (consulté le 18 mars 2022)
21. ↑  « Football - Résultats de DH Ouest Saison 1961 » (consulté le 5 avril 2022)
22. ↑  « 1962 LOFA » (consulté le 18 mars 2022)
23. ↑  « Football - Résultats de DH Ouest Saison 1962 » (consulté le 5 avril 2022)
24. ↑  « CHAMPIONNAT DE FRANCE AMATEUR - 1962-1963 » (consulté le 19 mars 2022)
25. ↑  « Football - Résultats de CFA Ouest Saison 1963 » (consulté le 5 avril 2022)
26. ↑  « CHAMPIONNAT DE FRANCE AMATEUR - 1963-1964 » (consulté le 19 mars 2022)
27. ↑  « Football - Résultats de CFA Ouest Saison 1964 » (consulté le 5 avril 2022)
28. ↑  « CHAMPIONNAT DE FRANCE AMATEUR - 1964-1965 » (consulté le 19 mars 2022)
29. ↑  « Football - Résultats de CFA Ouest Saison 1965 » (consulté le 5 avril 2022)
30. ↑  « CHAMPIONNAT DE FRANCE AMATEUR - 1965-1966 » (consulté le 19 mars 2022)
31. ↑  « Football - Résultats de CFA Ouest Saison 1966 » (consulté le 5 avril 2022)
32. ↑  « CHAMPIONNAT DE FRANCE AMATEUR - 1966-1967 » (consulté le 19 mars 2022)
33. ↑  « Football - Résultats de CFA Ouest Saison 1967 » (consulté le 5 avril 2022)
34. ↑  « CHAMPIONNAT DE FRANCE AMATEUR - 1967-1968 » (consulté le 19 mars 2022)
35. ↑  « Football - Résultats de CFA Ouest Saison 1968 » (consulté le 5 avril 2022)
36. ↑  « CHAMPIONNAT DE FRANCE AMATEUR - 1968-1969 » (consulté le 19 mars 2022)
37. ↑  « Football - Résultats de CFA Ouest Saison 1969 » (consulté le 5 avril 2022)
38. ↑  « CHAMPIONNAT DE FRANCE AMATEUR - 1969-1970 » (consulté le 19 mars 2022)
39. ↑  « Football - Résultats de CFA Ouest Saison 1970 » (consulté le 5 avril 2022)